# Дело Пашу
Де́ло Пашу́ (фр. L'affaire Paschoud) — конфликт в Швейцарии в связи с публичным отрицанием Холокоста преподавательницей и военнослужащей Мариеттой Пашу (фр. Mariette Paschoud) в 1986—1987 годы.
Отрицание Холокоста существовало в Швейцарии с послевоенных лет в ультраправой антисемитской среде. Начиная с середины 1980-х годов швейцарские ревизионисты стремились привлечь к своим идеям внимание широкой общественности.
В 1986 году Мариетта Пашу публично одобрила взгляды французского ревизиониста Анри Рока, отрицавшего существование газовых камер в нацистской Германии. В результате она потеряла право на преподавание и стала известна как «коричневая Мариетта».

## Отрицание Холокоста в Швейцарии
Случай Пашу не был единичным и изолированным явлением. В Швейцарии с послевоенных лет отрицатели Холокоста имели свободу высказываний. Уже в 1949 году Гастон-Арман Амодрю отрицал факт Холокоста в своей книге «Убу линчеватель на Нюрнбергском процессе» (фр. Ubu justicier au procès de Nuremberg). Также в 1948 году в Швейцарии была переведена на немецкий язык и издана книга французского ревизиониста Мориса Бардеша «Нюрнберг или Земля обетованная» (фр. Nuremberg ou la Terre promise). С 1950-х годов газета Амодрю Courrier du Continent публиковала антисемитскую и ревизионистскую пропаганду, рекламировала литературу отрицателей. В начале 1980-х годов бывший член Федерально-демократического союза Макс Валь (фр. Max Wahl) сделал из газеты Eidgenoss антисемитское и ревизионистское издание. В середине 1980-х швейцарские отрицатели стремились привлечь к своим идеям внимание широкой общественности.
Численность известных отрицателей в Швейцарии составляла около 10-12 человек, это была политически абсолютно маргинальная группа. Однако, с помощью швейцарских издателей отрицатели из Германии и других стран, где отрицание Холокоста было под запретом, распространяли свои публикации. Единственная возможность запретить такие высказывания была в том случае, если они касались отдельных лиц — тогда был возможен судебный иск за оскорбление или клевету. Пашу не ожидала никаких юридических последствий своих выступлений.
Закон о борьбе с расизмом, включающий запрет отрицания Холокоста, был принят в Швейцарии только в 1994 году и вступил в силу 1 января 1995 года.

## Ход событий
Мариетта Пашу 1947 года рождения работала преподавателем истории и французского языка в городском колледже Лозанны и также была известна своим участием в Дополнительной женской службе, где она служила в звании капитана и в военном суде, а также как член комитета Лозаннской группы Общества офицеров кантона Во. Она никогда не скрывала своих крайне правых политических взглядов и симпатий к ревизионистам, о чём регулярно писала статьи в ультраконсервативный журнал Le Pamphlet, которым руководил её муж Клод Пашу.
В январе 1986 года Мариетта Пашу опубликовала в Le Pamphlet хвалебную статью о диссертации французского ревизиониста Анри Рока, отрицавшего существование газовых камер в концлагерях нацистской Германии. 30 июля 1986 года Анри Рок провел пресс-конференцию в Париже в связи с тем, что Министерство образования аннулировало его диссертацию. Пашу приехала на эту пресс-конференцию поддержать Рока. После возвращения из Парижа Пашу в очередной раз написала в Le Pamphlet, что у Рока есть «серьёзный, объективный и замечательный вклад в поиск истины» в рамках исследования Холокоста. Французская газета Libération опубликовала их совместное фото и имя Пашу попало в заголовки.
Позиция Пашу вызвала массовое возмущение во франкоязычной Швейцарии. Историки осудили как ложные утверждения Рока, так и «заблуждения» Пашу, которые не имели ничего общего с «самыми элементарными правилами исторического исследования». Международная лига по борьбе с расизмом и антисемитизмом, еврейская община и родители её учеников потребовали от кантональных органов образования реакции на ситуацию. 19 февраля франкоязычное швейцарское радио и телевидение показало часовой документальный фильм из серии Temps Present под названием «Фальсификаторы истории», главной героиней фильма была Мариетта Пашу.
20 февраля 1987 года Государственный Совет кантона Во отстранил Мариетту Пашу от преподавания истории. Однако этого оказалось недостаточно, учащиеся бойкотировали её уроки французского языка. В итоге Государственный Совет полностью запретил Пашу преподавание. Мариетта Пашу оспаривала решение Государственного Совета вплоть до Федерального суда, аргументируя свою позицию правом на свободу слова. Её апелляция была отклонена судом в декабре 1987 года. В своём исковом заявлении Пашу требовала предоставить ей «доказательства существования газовых камер». Федеральный суд отверг это требование как «абсурдное» ввиду «многочисленных имеющихся доказательств». В результате публичной дискуссии о Холокосте в суде не было.
Министерство обороны Швейцарии охарактеризовало присутствие Пашу на пресс-коференции Рока как «редкую неловкость». Было начато расследование с целью установить, могли ли взгляды Пашу повлиять на её командные и военные функции. В итоге она потеряла место заместителя судьи в окружном военном суде. Через несколько лет после этих событий Министерство обороны планировало присвоить Пашу звание майора, но после протестов, последовавших за такой информацией, отказалось от повышения.
В 1992 году она подала иск о клевете на журналистку, назвавшую её в публикации «коричневой Мариеттой». В феврале 1995 года Федеральный суд отклонил иск.